# Lea Saskia Laasner
Lea Saskia Laasner (Winterthur, 1980) es una autora alemana. 
Cuando era adolescente sus padres la llevaron para ser parte de la secta alemana «Oasis de luz» de Arno Wollensak, quien fuera encontrado muerto en Uruguay en agosto de 2016. Ella vivió en diferentes hogares de otros países hasta que en 2002 logró escapar a los 21 años y escribir su historia en varios libros.
La joven formó parte de la secta desde 1994 hasta 2002, y contó su historia en un libr "Yo solo tenía 13", el cual se transformó en superventas vendiendo más de 100.000 ejemplares.
En 2005 recibió el Premio del Coraje otorgado por la revista suiza El Obseravador Suizo (Der Schweizerische Beobachter).
Es amiga la artistas y psicóloga Katharina Meredith, también logró escapar de la secta.

## Libro
- 2006, Yo solo tenía 13 (ISBN 978-3426778708)